# 耶稣圣心圣殿 (栋布罗瓦古尔尼恰)
耶稣圣心圣殿（Bazylika Najświętszego Serca Pana Jezusa）是一座罗马天主教次级宗座圣殿，位于波兰西里西亚省的栋布罗瓦古尔尼恰，属于天主教索斯諾維茨教区。

## 历史
教堂所在地原是一座建于1900-1903年的小堂。这座建筑于1910年完工，没有建造计划中的钟楼。1910年12月8日。塔德乌什·科纳尔斯基祝圣了教堂。2005年10月16日，教宗若望保禄二世祝圣。2008年升格为次级宗座圣殿. 2009年4月26日举行仪式. 